# Кичигин, Игорь Юрьевич
Игорь Юрьевич Кичигин (узб. Igor Kichigin; латыш. Igors Kičigins; 23 ноября 1969, Бухара, Узбекская ССР, СССР) — советский, российский и узбекский футболист, играл на позициях защитника и полузащитника. В настоящее время – главный тренер латвийского молодежного футбольного клуба «Вентспилс».

## Карьера

### Клубная
Клубную карьеру начинал в 1990 году в «Нурафшоне», далее играл в «Зарафшане». В 1992 году по приглашению Фёдора Новикова ещё с несколькими игроками из Средней Азии (Аблаев, Горбач, Балаян) перебрался в воронежский «Факел». Далее выступал за «Темп» Шепетовка. В 1993 году вернулся в Узбекистан, выступая в различных командах страны, среди которых: «Ситора» Бухара, «Бухара» и «Нефтчи» Фергана. В 2001 году перешёл в «Диану». Играл также в клубе «Самарканд-Динамо», «Андижан» и «Дустлик». Профессиональную карьеру завершал в «Ижевске»

### Сборная
Единственный матч за сборную Узбекистана сыграл 8 мая 1996 года против сборной Таджикистана в рамках отборочного матча Кубка Азии 1996.

### Тренерская
В 2006 году работал главным тренером «Диттона-2», также являлся тренером основой команды. После отставки Кирьякова был назначен и. о. тренером «Диттона». Далее тренировал детскую команду «Цериба», где работал с 15-летними подростками. С 2009 по 2010 годы работал главным тренером в «Транзите». В 2011 году вернулся в «Диттон-2», который переименовался в «Вентспилс-2».
В 2017 году получил тренерскую лицензию PRO, работает тренером в молодежном клубе ФК Вентспилс (JFK Ventspils). В 2018 году команды, возглавляемые Кичигиным — дубль Высшей лиги «Вентспилс-2» и команда юношей до 18 лет — стали соответственно серебряными и бронзовыми призёрами в своих категориях.